# RbcL
Cet article court présente un sujet plus développé dans : Rubisco.
Le gène rbcL est un gène chloroplastique qui code la grande sous-unité (dite « L ») de la RuBisCo (« rbc »), enzyme clé de la photosynthèse.
Le séquençage de ce marqueur moléculaire permet à des phylogénéticiens, comme Chase et al. (1993), de proposer une analyse cladistique de 500 séquences issues d'espèces représentatives de l'ensemble du groupe botanique des Angiospermes.
En association au gène MatK, le gène rbcL a été retenu comme marqueur du génome chloroplastique pour référencer le code barre moléculaire chez les Plantes vertes.